# Zemitrella daemona
Zemitrella daemona is een slakkensoort uit de familie van de Columbellidae. De wetenschappelijke naam van de soort is voor het eerst geldig gepubliceerd in 1906 door Webster.